# Saint-Symphorien-des-Bruyères
Saint-Symphorien-des-Bruyères är en kommun i departementet Orne i regionen Normandie i nordvästra Frankrike. Kommunen ligger i kantonen L'Aigle-Ouest som tillhör arrondissementet Mortagne-au-Perche. År 2022 hade Saint-Symphorien-des-Bruyères 483 invånare.

## Befolkningsutveckling
Antalet invånare i kommunen Saint-Symphorien-des-Bruyères
| Referens: INSEE |